# 若井江利
若井 江利（わかい えり、1986年〈昭和61年〉6月18日 - ）日本のボート競技（ローイング競技）選手。岐阜県坂祝町出身。
岐阜県立加茂高等学校、早稲田大学スポーツ科学部卒業。ミキハウス所属　

## 経歴
岐阜県立加茂高等学校からボート競技にて頭角を現す。ジュニア時代より日本代表に選出され、早稲田大学入学後は、全日本選手権、インカレ優勝など多数の実績を残す。早稲田大学卒業後は、実業団に所属せずにスポンサー支援を受け、競技に専念。
日本ローイング協会が重点を置いて強化を進める軽量級オリンピック種目の日本代表Crew Japanに選出され、ワールドカップや世界選手権、伝統ある国際レガッタなどに多数出場。
2004年
世界ジュニアボート選手権8位入賞、アジアジュニアボート選手権優勝。
2006年
アジア大会（カタール・ドーハ）軽量級ダブルスカルで銀メダルを獲得。
2010年
アジア大会（中国・広州）軽量級シングルスカル において、日本女子ボート史上初の金メダルを獲得
第60回日本スポーツ賞優秀選手賞を受賞。
2014年
4月より、ミキハウスへ移籍。
アジア大会（韓国・忠州）において、末廣あすみ（デンソー）とペアを組み、軽量級ダブルスカルで銀メダル。自身3大会連続のメダルを獲得。

## 主な戦歴
| 年     | 大会名                     | 開催地           | クラス                   | 備考                           |
| ------ | -------------------------- | ---------------- | ------------------------ | ------------------------------ |
| 2004年 | 世界ジュニアボート選手権   | スペイン         | クオドプル8位            |                                |
|        | アジアジュニアボート選手権 | 岐阜県           | シングルスカル優勝       |                                |
|        | インターハイ               | 島根県           | ダブルスカル優勝         |                                |
| 2005年 | 全日本選手権               | 埼玉県戸田市     | ダブルスカル優勝         |                                |
|        | インカレ                   | 埼玉県戸田市     | ダブルスカル優勝         |                                |
| 2006年 | アジア大会                 | カタール         | 軽量級ダブルスカル2位    | 銀メダル獲得                   |
|        | U23世界ボート選手権        | ベルギー         | 軽量級ダブルスカル7位    |                                |
|        | 全日本選手権               | 埼玉県戸田市     | クオドプル優勝           |                                |
|        | インカレ                   | 埼玉県戸田市     | クオドプル優勝           |                                |
| 2007年 | 全日本選手権               | 埼玉県戸田市     | クオドプル優勝           |                                |
|        | 全日本軽量級選手権         | 埼玉県戸田市     | シングルスカル優勝       |                                |
|        | インカレ                   | 埼玉県戸田市     | クオドプル優勝           |                                |
|        | 国体                       | 秋田県           | シングルスカル優勝       |                                |
| 2008年 | インカレ                   | 埼玉県戸田市     | クオドプル優勝           |                                |
| 2010年 | アジア大会                 | 中国広州         | 軽量級シングルスカル優勝 | 日本女子ボート史上初の金メダル |
|        | 世界ボート選手権           | ニュージーランド | 軽量級シングルスカル9位  |                                |
|        | FISAワールドカップ         | スロベニア       | 軽量級ダブルスカル16位   |                                |
|        | FISAワールドカップ         | ミュンヘン       | 軽量級ダブルスカル9位    |                                |
|        | FISAワールドカップ         | スイス           | 軽量級ダブルスカル9位    |                                |
|        | 全日本選手権               | 埼玉県戸田市     | 軽量級シングルスカル優勝 | [ 7 ]                          |
| 2011年 | FISAワールドカップ         | ミュンヘン       | 軽量級シングルスカル7位  |                                |
|        | FISAワールドカップ         | スイス           | 軽量級シングルスカル10位 |                                |
|        | 全日本選手権               | 埼玉県戸田市     | シングルスカル2位        | [ 8 ]                          |
| 2012年 | 全日本選手権               | 埼玉県戸田市     | シングルスカル2位        | [ 9 ]                          |
|        | 国体                       | 岐阜県           | シングルスカル優勝       |                                |
| 2013年 | 全日本選手権               | 埼玉県戸田市     | シングルスカル2位        | [ 10 ]                         |
| 2014年 | アジアカップⅠ              | 埼玉県戸田市     | シングルスカル4位        |                                |
|        | アジア大会                 | 韓国忠州         | 軽量級ダブルスカル2位    | 銀メダル獲得                   |